# Berkeley Macintosh Users Group

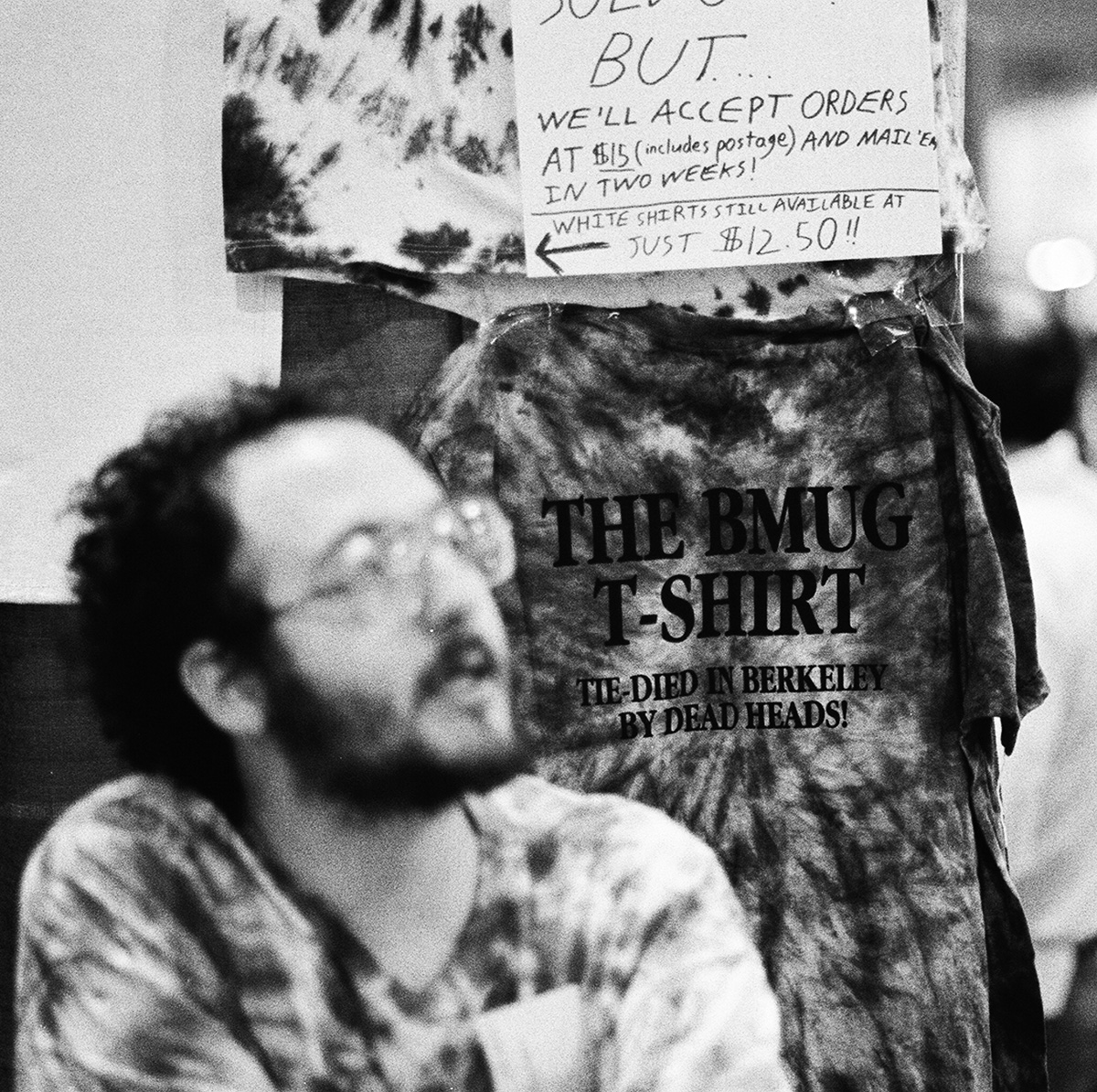
Raines Cohen, membre du BMUG, devant un t-shirt BMUG

Le Berkeley Macintosh User Group abrégé BMUG est un groupe d'utilisateurs fondé en septembre 1984 par des étudiants de l’Université de Californie à Berkeley pour échanger des connaissances sur les Macintosh. 